# Dick Katz
Richard Aaron Katz (Baltimore, 13 de marzo de 1924 – Nueva York, 10 de noviembre de 2009) fue un pianista, arreglista y productor musical de jazz estadounidense. Fue un músico autónomo durante casi toda su carrera, trabajó para numerosas discográficas y fue el confundador de Milestone Records en 1966 junto a Orrin Keepnews.

## Carrera
Katz estudió en el Manhattan School of Music y Juilliard. Recibió clases de piano con Teddy Wilson. En la década de los 50, formó parte de la sección de ritmo del Café Bohemia, y trabajó con los grupos de Ben Webster y Kenny Dorham, Oscar Pettiford, y posteriormente, con Carmen McRae. De 1954 a 1955, formó parte del quinteto de J. J. Johnson y Kai Winding. También formó parte de la 'Orchestra USA' fundada por John Lewis y participó en el Further Definitions de Benny Carter así como en algunas grabaciones de Helen Merrill. A finales de los 60, tocó con Roy Eldridge y Lee Konitz. En la década de los 90, trabajó como pianista y arreglista con la American Jazz Orchestra y la big band de Loren Schoenberg.
El crítico musical Will Friedwald definió a Katz como "un teclista de sensibilidad y perspicacia armónica poco comunes." Era el pianista favorito de Benny Carter y Coleman Hawkins, así como las vocalistas Carmen McRae y Helen Merrill.
Katz falleció en Manhattan de un cáncer de pulmón a los 85 años.

## Discografía

### Como líder[6]
- Jazz Piano International, (Atlantic, 1957). Trio con Ralph Peña (bajo), Connie Kay (batería)
- Piano and Pen, (Atlantic, 1958). Cuarteto con Jimmy Raney y Chuck Wayne (guitarras), Joe Benjamin (bajo) y Connie Kay (batería).
- A Shade of Difference, (Milestone, 1968). Junto a Helen Merrill.
- In High Profile, (Bee Hive, 1984)
- 3 Way Play, (Reservoir, 1992). Trío con Steve LaSpina (bajo), Ben Riley (batería).
- The Line Forms Here, (Reservoir, 1994). Quinteto con Benny Golson (saxo tenor), Ryan Kisor (trompeta), Steve LaSpina (bajo), Ben Riley (batería).

### Como músico de sesión
Con Benny Carter
- Further Definitions (Impulse!, 1961)
- Central City Sketches (MusicMasters, 1987)

Con Al Cohn
- Four Brass One Tenor (RCA Victor, 1955)

Con Jack DeJohnette
- The DeJohnette Complex (Milestone, 1969)

Con Kenny Dorham
- Kenny Dorham And The Jazz Prophets (Chess, 1956)

Con Nancy Harrow
- Secrets (Soul Note, 1991)

Con Milt Hinton
- East Coast Jazz /5 (Rhino, 1955)

Con Jimmy Knepper
- Dream Dancing (Criss Cross, 1986)

Con Lee Konitz
- The Lee Konitz Duets (Milestone, 1967)
- Peacemeal (Milestone, 1969)
- Satori (Milestone, 1974)
- Oleo (Sonet, 1975)
- Chicago 'n All That Jazz (Groove Merchant, 1975)

Con Carmen McRae
- Something to Swing About (Kapp, 1959)

Con Helen Merrill
- The Feeling is Mutual (Milestone, 1965)
- Chasin' The Bird (Emarcy, 1979)

Con James Moody
- The Blues and Other Colors (Milestone, 1969)

Con Joe Newman
- I'm Still Swinging (RCA Victor, 1955)

Con Oscar Pettiford
- The Oscar Pettiford Orchestra in Hi-Fi Volume Two (ABC-Paramount, 1957)

Con Jimmy Raney
- Jimmy Raney featuring Bob Brookmeyer (ABC-Paramount) con Bob Brookmeyer

Con Sonny Rollins
- Sonny Rollins and the Big Brass (Metrojazz, 1957)

Con Loren Schoenberg
- That’s The Way It Goes (Aviva, 1984)
- Time Waits For No One (Music Masters 1987)
- Solid Ground (Music Masters 1988)
- Just A Settin’ And A-Rockin’(Music Masters 1989)
- Manhattan Work Song (Music Masters 1992)
- Out Of This World (TBC; 1997)

Con Ben Webster
- Big Ben Time! (Philips, 1963)

Con Kai Winding y J. J. Johnson
- Kai and Jay and Bennie Green with Strings (OJC, 1952–54)
- K + J.J. (Bethlehem, 1955)
- Dave Brubeck and Jay & Kai at Newport (Columbia, 1956)
- Jay and Kai (Columbia, 1957)